# Darryl Bryant
Darryl Bryant (Brooklyn, 25 aprile 1990) è un ex cestista statunitense, professionista in Europa. Per la notevole forza fisica è soprannominato Truck (in italiano camion).

## Palmarès
- Campionato finlandese: 1

Joensuun Kataja: 2016-17
- Lega Balcanica: 1

Levski Sofia: 2017-18